# Odontochilus nanlingensis
Odontochilus nanlingensis är en orkidéart som först beskrevs av L.P.Siu och Kai Yung Lang, och fick sitt nu gällande namn av Paul Ormerod. Odontochilus nanlingensis ingår i släktet Odontochilus och familjen orkidéer. Inga underarter finns listade i Catalogue of Life.